# Октябрь 2009 года

Список событий октября 2009 года.

## События
- 1 октября
  - Палеонтологи опубликовали подробное описание скелета ардипитека, существа обладающего чертами свойственными как общим предкам человека и обезьян, так и прогрессивными признаками, которые встречаются только у предков человека[1].
  - В Копенгагене открылась 121-я сессия МОК. В ней участвуют лидеры 4-х стран-кандидатов на проведение Олимпиады-2016[2].
  - В Великобритании появился Верховный суд, до этого его обязанности исполняла Палата лордов; тем самым в стране произошло окончательное отделение судебной власти от законодательной[3].
  - В Пекине состоялся грандиозный военный парад в день годовщины основания компартии Китая[4].
- 2 октября
  - Президент Нигера Мамаду Танджа назначил новым премьер-министром Али Баджо Гаматье[5].
  - Бирманский суд отверг апелляцию Аун Сан Су Чжи против её длительного содержания под стражей[6][7].
  - Кения заявила, что будет сотрудничать с Международным уголовным судом после беспорядков на выборах в 2007 году[8][9].
  - Землетрясение магнитудой 6,3 произошло у побережья Тайваня[10].
  - На 75-м году жизни скончался известный журналист Игорь Голембиовский[11].
  - Столицей Летних Олимпийских игр 2016 года избран Рио-де-Жанейро[12].
  - В Ирландии состоялся повторный референдум по принятию лиссабонского договора[13]. Большинство высказалось за его принятие[14].
- 3 октября
  - Папа Бенедикт XVI открыл трёхнедельный Синод африканских епископов мессой в Базилике Св. Петра в Риме[15].
  - Премьер Госсовета КНР Вэнь Цзябао посетил Северную Корею и встретился с Ким Чен Иром[16][17].
- 4 октября
  - Началась Всемирная Неделя космоса[18].
  - Пассажирский поезд сошел с рельсов в Хуа Хине (Бангкок), семь человек погибло, более десяти ранено[19].
  - На парламентских выборах в Греции победила оппозиционная Социалистическая партия. Она набрала 44 % голосов[20]. Лидер проигравшей партии «Новая Демократия» Костас Караманлис подал в отставку[21].
- 5 октября
  - Нобелевскую премию в области медицины и физиологии получили трое американских учёных — Элизабет Блэкбёрн, Кэрол Грейдер и Джек Шостак, «за открытия механизма защиты хромосом теломерами и ферментом теломеразой»[22].
  - Правительство Ингушетии отправлено в отставку по указу президента республики Юнус-Бека Евкурова[23].
  - В Румынии начали забастовку 800 тысяч государственных служащих[24].
  - Президент России Дмитрий Медведев упразднил Федеральное агентство по управлению особыми экономическими зонами[25].
- 6 октября
  - С помощью телескопа «Спитцер» было обнаружено новое, гигантское кольцо вокруг Сатурна[26].
  - Лидер греческих социалистов Георгиос Папандреу принёс присягу в качестве нового премьер-министра Греции[27].
  - Нобелевская премия в области физики за 2009 год присуждена исследователю Чарльзу Као за разработки оптических систем передачи данных, а также Уилларду Бойлу и Джорджу Смиту за изобретение оптических полупроводниковых сенсоров[28].
- 7 октября
  - Два землетрясения магнитудой 7,8 и 7,3 с интервалом 15 минут произошли у берегов Вануату[29].
  - Конституционный суд Италии отменил закон, который давал юридическую неприкосновенность премьер-министру страны Сильвио Берлускони и другим высокопоставленным чиновникам[30].
  - Лауреатами Нобелевской премии в области химии стали британец Венкатраман Рамакришнан, американец Томас Стайц и израильтянка Ада Йонат «за исследования структуры и функций рибосомы»[31].
  - Победителем Букеровской премии стала Хилари Мэнтел за роман о Томасе Кромвеле[32].
  - В Буэнос-Айресе открылся 24-й Мировой газовый конгресс[33].
  - В Уганде похищен боевиками госминистр обороны Сомали Шейх Юсуф Мохаммад Сиад, который прибыл с визитом в Кампалу[34].
- 8 октября
  - Взрыв у индийского посольства в Кабуле. Погибло 17 человек, ранено 83.Ответственность за теракт взяла на себя группировка «Талибан»[35][36].
  - Нобелевскую премию по литературе получила немецкая писательница Герта Мюллер[37].
  - В нью-йоркском музее искусства Рубина впервые показана неизвестная ранее рукопись Карла Густава Юнга «Красная книга»[38].
  - Над Японией прошёл тайфун «Мелор», есть разрушения и жертвы, отменены авиарейсы. Погибло 4 человека[39].
- 9 октября
  - General Motors заключил сделку о продаже бренда Hummer китайской компании Sichuan Tengzhong Heavy Industrial Machinery за 150 млн долларов[40].
  - Американский космический аппарат LCROSS в 15:34 по московскому времени столкнулся с Луной[41]. Это столкновение проходило в рамках проекта NASA по поиску воды на естественном спутнике земли[42]. Одна из ступеней ракеты, которая также врезалась в Луну была оснащена российским двигателем РД-180[43].
  - Нобелевскую премию мира получил действующий президент США Барак Обама[44].
  - В Пешаваре (Пакистан) произошёл мощный взрыв. Погибло 30 человек, более 100 раненых[45].
  - Тайфун «Мелор» пришёл на Южные Курильские острова[46].
  - Жак Рогге переизбран президентом МОК[47].
  - В Кишинёве прошёл саммит СНГ[48].
  - 11 миротворцев ООН погибли на Гаити в результате катастрофы уругвайского самолёта[49].
- 10 октября
  - На Филиппинах сошёл оползень. Погибло 186 человек[50].
  - Президент Польши Лех Качиньский подписал акт ратификации Лиссабонского договора[51].
  - Министры иностранных дел Армении и Турции подписали в Цюрихе протокол о нормализации отношений. Установлены также дипломатические отношения и будет открыта общая граница[52].
  - В Нигерии при взрыве автоцистерны погибли не менее 70 человек[53].
- 11 октября 
  - В России прошёл единый день голосования[54].
  - Прошло голосование на выборах депутатов Мосгордумы[55].
  - Папа римский Бенедикт XVI провёл церемонию прославления пятерых блаженных в лике святых Католической Церкви, новыми святыми стали Зигмунт Фелинский, Дамиан де Вёстер, Франсиско Коль и Гитарт, Рафаэль Арнаис Барон и Жанна Жюган[56].
  - Ирландская национальная освободительная армия объявила об окончании своей вооружённой кампании[57].
- 12 октября 
  - Талибы взяли под контроль район Шангла (Пакистан). В результате подрыва террориста-смертника погиб 41 человек, 45 ранено[58][59].
  - Пожар в Сан-Паулу (Бразилия) уничтожил десятки домов[60].
  - В Гвинее прошла всеобщая забастовка в память о жертвах резни 28 сентября[61].
  - На 51-м году жизни скончался российский кинорежиссёр Михаил Калатозишвили[62].
  - Северная Корея произвела пуск двух ракет малой дальности с полигона на мысе Мусудан[63].
  - Лауреатами Нобелевской премии по экономике стали Оливер Уильямсон и Элинор Остром; впервые эта награда присуждена женщине[64].
- 13 октября 
  - В Индонезии задержано судно с 260 нелегальными мигрантами из Шри-Ланки[65].
  - Финансовый комитет сената США одобрил законопроект президента Барака Обамы о масштабной реформе здравоохранения[англ.][66].
  - Басманный суд города Москва отказал в удовлетворении иска внука Иосифа Сталина Евгения Джугашвили о защите чести и достоинства к «Новой газете»[67].
  - Неизвестная ранее картина Леонардо да Винчи была опознана по отпечатку пальца, который оставил на ней художник[68].
  - Сирия и Турция подписали соглашение о введении безвизового режима[69].
  - Сильный шторм обрушился на северную Калифорнию. 1 человек погиб[70].
  - Парламент Румынии отправил правительство Эмиля Бока в отставку[71].
- 14 октября 
  - Индекс Dow Jones впервые с октября 2008 года превысил 10000 пунктов[72].
  - Оппозиционные российские партии «Справедливая Россия», КПРФ и ЛДПР покинули зал заседаний Госдумы в знак протеста против итогов региональных выборов[73].
  - Власти Гондураса достигли соглашения со свергнутым президентом страны Мануэлем Селайей[74].
  - По заявлению ООН из-за глобального экономического спада и продовольственного кризиса количество людей страдающих от недоедания в мире выросло до рекордной отметки миллиард человек[75].
- 15 октября 
  - Пакистан подвергся мощной атаке террористов, были атакованы сразу несколько городов: Лахор, Кохат и Пешавар. Погибло свыше сорока человек, сотни были ранены[76].
  - Новыми непостоянными членами Совета Безопасности ООН были избраны Бразилия, Босния и Герцеговина, Габон, Ливан и Нигерия[77].
- 16 октября 
  - Премьер-министр Зимбабве Морган Цвангираи заявил о своём выходе из состава правительства из-за политического кризиса, который начался после ареста члена его партии[78].
  - В Казахстане прошли первые учения Коллективных сил оперативного реагирования ОДКБ[79].
  - Через 70 лет после начала реконструкции в Берлине вновь открылся Новый музей истории[80].
  - В Ботсване начались всеобщие выборы[81][82]. Победу на них одержала правящая Демократическая партия Ботсваны под руководством действующего президента Яна Кхама[83].
  - В США дефицит бюджета достиг рекордной суммы 1,42 триллиона долларов[84].
  - Арестован американский миллиардер Радж Раджаратнам по обвинению в использовании инсайдерской информации; по совокупности преступлений он заработал 200 лет тюремного заключения[85].
  - Большой адронный коллайдер вновь охлаждён до температуры 1,6К. Охлаждение стало важным пунктом на пути к запуску БАК во второй половине ноября[86].
  - Президент Ирландии Мэри Макэлис подписала документ, завершающий процесс ратификации в её стране Лиссабонского договора[87].
  - Приведён к присяге новый президент Габона Али бен Бонго Ондимба[88].
  - Совет ООН по правам человека утвердил отчёт Голдстоуна, обвиняющий Израиль и ХАМАС в совершении военных преступлений во время войны в Газе[89].
- 17 октября 
  - На юге Индии взорвался склад пиротехники. Погибло 32 человек[90].
  - Правительство Мальдив провело заседание на дне океана, с целью привлечь внимание общественности к проблеме глобального изменения климата[91].
  - Подразделения пакистанской армии начали наземную операцию против талибов в районе Южный Вазиристан[92].
  - Страны Боливарианского альянса ввели санкции против «правительства де-факто» Гондураса[93].
  - Экономическое сообщество стран Западной Африки ввело эмбарго на поставки оружия в Гвинею[94].
- 18 октября 
  - В штате Квинсленд (Австралия) объявлено чрезвычайное положение связи с лесными пожарами[95][96].
  - Титул чемпиона мира в автомобильных гонках в классе «Формула-1» выиграл британский пилот команды Brawn GP Дженсон Батон[97].
  - В Сарбазе (Иран) в результате подрыва бомбы террористом-смертником около 30 человек погибли, 28 получили ранения. Среди погибших два генерала[98].
  - Македония и Косово установили дипломатические отношения[99].
- 19 октября 
  - Сомалийские пираты захватили в Индийском океане в 1100 километрах от Сомали китайское судно «Де Син Хай»[100].
  - Чарльз Уэсли Мумбере взошёл на престол в королевстве Рвензуруру (Уганда)[101].
  - Группой астрономов из Европейской южной обсерватории в Чили было анонсировано открытие сразу 32 экзопланет[102].
  - На Украине началась президентская предвыборная кампания[103].
  - Свыше 40 шиитских мятежников убиты в ходе налётов ВВС Йемена близ границы с Саудовской Аравией[104].
  - Сальвадор впервые за 50 лет принял посла Кубы[105].
- 20 октября 
  - Иран хоронит погибших членов Революционной гвардии (15 человек), убитых во время теракта 18 октября 2009 года. Тысячи людей присутствовали на похоронах[106][107].
  - Американская компания Sun Microsystems объявила о планах увольнения 3000 сотрудников, в результате слияния с компанией Oracle Corporation[108].
  - Четыре человека погибло, 11 ранено в результате теракта в Исламском университете в Исламабаде (Пакистан)[109].
  - Правительство Кыргызстана во главе с премьер-министром Игорем Чудиновым ушло в отставку[110].
  - Парламент Ингушетии утвердил новым председателем правительства республики Алексея Воробьёва[111].
  - Президент Индонезии Сусило Бамбанг Юдойоно приведён к присяге[112].
  - В Нигере прошли выборы в Национальное собрание[113]. Победила в выборах президентская партия «Национальное движение за общество развития»[114].
- 21 октября 
  - Впервые в истории Маршалловых островов действующий президент отстранён от власти путём вынесения ему вотума недоверия[115].
  - Президент Кыргызстана Курманбек Бакиев подписал указ о назначении Данияра Усенова новым премьер-министром республики[116].
  - Число жертв столкновения двух поездов на севере Индии составило 22 человека, ещё 23 получили ранения[117].
- 22 октября 
  - Стартовали всемирные продажи Windows 7[118].
  - Лауреатом Премии имени Андрея Сахарова стало общество «Мемориал»[119].
  - Описан Fruitadens haagarorum самый маленький динозавр Северной Америки[120].
  - Автомобиль начальника криминальной милиции города Малгобек Исы Коригова подорван в Ингушетии. Погиб оперуполномоченный городского ОВД, начальник криминальной милиции и его супруга ранены[121].
  - В Венесуэле реформирован закон о вооружённых силах. В их состав введена народная милиция[122].
  - Президент Индонезии Сусило Бамбанг Юдойоно объявил новый состав правительства. В него вошли 34 министра[123].
- 23 октября 
  - В Таиланде начался трёхдневный саммит стран АСЕАН[124].
  - В муниципалитете Катаньо столицы Пуэрто-Рико Сан-Хуан произошёл взрыв ёмкостей для хранения нефти, что стало причиной многодневного пожара и введения чрезвычайного положения[125].
  - Председателем Центральноамериканского парламента избран представитель Никарагуа Хасинто Суарес Эспиноса[126].
- 24 октября 
  - Президент США Барак Обама объявил о введении в стране чрезвычайного санитарного положения в связи с распространением вируса A/H1N1[127].
  - В результате столкновения двух пассажирских поездов в Египте погибли 18 человек, около 40 ранены[128].
- 25 октября 
  - Скончался философ и писатель Александр Моисеевич Пятигорский, один из основателей Тартуско-московской семиотической школы[129].
  - Два заминированных автомобиля взорвались в Багдаде. Погибло не менее 147 человек, более 700 ранены[130].
  - В Тунисе прошли президентские и парламентские выборы. Президентом в пятый раз подряд избран Зин эль-Абидин Бен Али[131].
  - В Уругвае прошёл первый тур президентских и парламентских выборов. Во второй тур прошли Хосе Мухика, набравший 48 % голосов и бывший президент Луис Лакалье (30 %)[132].
  - В Кабардино-Балкарии убит ингушский оппозиционер Макшарип Аушев[133].
- 26 октября 
  - В Грузии начинаются двухнедельные учения «Немедленный ответ» в рамках программы подготовки грузинских военнослужащих для участия в международной операции в Афганистане[134].
  - Yahoo! закрыл один из старейших проектов в мировом интернете, бесплатный хостинг GeoCities[135].
  - Президентом Маршалловых островов избран Джуреланг Зедкайя[136].
- 27 октября 
  - Европейский союз наложил эмбарго на поставку оружия в Гвинею, в связи с событиями 28 сентября, также были заморожены активы главе хунты Муссе Дади Камара и членам правящего в стране Совета за демократию и развитие[137].
  - Премьер-министр Монголии Санжийн Баяр подал в отставку по состоянию здоровья[138].
  - Исправительный суд Парижа приговорил французское отделение Церкви сайентологии к 600 тысячам евро штрафа за организованное мошенничество[139].
- 28 октября 
  - Состоялось первое лётное испытание ракеты-носителя «Арес I», эта ракета-носитель будет доставлять на орбиту корабли нового поколения «Орион», которые заменят шаттлы[140].
  - Ангела Меркель избрана канцлером Германии на второй срок[141].
  - При взрыве заминированного автомобиля в Пешаваре (Пакистан) погибло более 80 и ранено более 150 человек[142].
  - Террористический акт в Кабуле.
  - Террористический акт в Пешаваре.
  - В Мозамбике проходят президентские и парламентские выборы[143]. По предварительным данным победу одержал действующий президент Арманду Гебуза (77 %)[144].
- 29 октября 
  - Великий государственный хурал Монголии утвердил назначение Сухбаатарына Батболда премьер-министром страны[145].
- 30 октября
  - В Финляндии спущен на воду крупнейший в мире круизный лайнер «Oasis of the Seas»[146].
  - Представители президента Гондураса де-факто Роберта Мичелетти и свергнутого главы государства Мануэля Селайи подписали соглашение о политическом урегулировании кризиса в стране[147].
  - ICANN одобрила внедрение нелатинских доменных имён[148].
  - На Украине объявлено об 48 (по другим данным, о 4 случаях[149]) смерти от вируса A H1/N1[150].
  - Сенат Гаити проголосовал за отстранение от должности премьер-министра Мишель Пьер-Луи[151].
  - Заключено и вступило в силу соглашение о военном сотрудничестве между США и Колумбией[152].
- 31 октября
  - Вертолёт польской пограничной службы разбился в Беларуси, трое погибших[153].
  - Новым премьер-министром Гаити назначен Жан-Макс Бельрив[154].
  - Ушёл из жизни основоположник китайской космической программы Цянь Сюэсэнь[155].